# Koanophyllon
Koanophyllon, rod glavočika iz podtribusa Critoniinae, dio tribusa Eupatorieae. Postoji preko 120 vrsta iz Sjeverne i  Južne Amerike

## Opis
Koanophyllon uključuje preko 110 vrsta koje su prije bile smještene unutar Eupatorium s.l. Dijele drvenasti habitus, uglavnom grmlje, ali i malo drveće, i imaju relativno kratak omotač brakteja koje su samo malo preklapajuće, ako su uopče, i vjenčić sa široko cilindričnom cijevi i kratkim trokutastim dodacima koji su gusto žljezdasti.
Turner (2009) je u nedavnoj publikaciji koja opisuje 3 nove vrste dao ključ za identifikaciju vrste roda iz Meksika.

## Vrste
1. Koanophyllon adamantium (Gardner) R.M.King & H.Rob.
2. Koanophyllon albicaule (Sch.Bip. ex Klatt) R.M.King & H.Rob.
3. Koanophyllon andersonii R.M.King & H.Rob.
4. Koanophyllon atroglandulosum (Alain) R.M.King & H.Rob.
5. Koanophyllon ayapanoides (Griseb.) R.M.King & H.Rob.
6. Koanophyllon baccharifolium (Gardner) R.M.King & H.Rob.
7. Koanophyllon barahonense (Urb.) R.M.King & H.Rob.
8. Koanophyllon breviflorum (Alain) R.M.King & H.Rob.
9. Koanophyllon bullescens (B.L.Rob.) R.M.King & H.Rob.
10. Koanophyllon cabaionum (Urb. & Ekman) R.M.King & H.Rob.
11. Koanophyllon calcicola (Urb.) R.M.King & H.Rob.
12. Koanophyllon celtidifolia (Lam.) R.M.King & H.Rob.
13. Koanophyllon chabrense (Urb. & Ekman) R.M.King & H.Rob.
14. Koanophyllon chalceorithales (B.L.Rob.) R.M.King & H.Rob.
15. Koanophyllon clementis (Alain) R.M.King & H.Rob.
16. Koanophyllon coixtlahuacum B.L.Turner
17. Koanophyllon concordianum B.L.Turner
18. Koanophyllon conglobatum (DC.) R.M.King & H.Rob.
19. Koanophyllon consanguineum (DC.) R.M.King & H.Rob.
20. Koanophyllon constanzae (Urb.) H.Rob.
21. Koanophyllon correlliorum (Plettman) R.M.King & H.Rob.
22. Koanophyllon coulteri (B.L.Rob.) R.M.King & H.Rob.
23. Koanophyllon delpechianum (Urb. & Ekman) R.M.King & H.Rob.
24. Koanophyllon dolicholepis (Urb.) R.M.King & H.Rob.
25. Koanophyllon dolphinii (Urb.) R.M.King & H.Rob.
26. Koanophyllon droserolepis (B.L.Rob.) R.M.King & H.Rob.
27. Koanophyllon eitenii R.M.King & H.Rob.
28. Koanophyllon ekmanii (B.L.Rob.) R.M.King & H.Rob.
29. Koanophyllon flavidulum (Urb. & Ekman) R.M.King & H.Rob.
30. Koanophyllon flexile (B.L.Rob.) R.M.King & H.Rob.
31. Koanophyllon fuscum (N.E.Br.) R.M.King & H.Rob.
32. Koanophyllon gabbii (Urb.) R.M.King & H.Rob.
33. Koanophyllon galeanum (B.L.Turner) B.L.Turner
34. Koanophyllon galeottii (B.L.Rob.) R.M.King & H.Rob.
35. Koanophyllon gibbosum (Urb.) R.M.King & H.Rob.
36. Koanophyllon gracilicaule (Sch.Bip. ex B.L.Rob.) R.M.King & H.Rob.
37. Koanophyllon gracilipes (Urb.) R.M.King & H.Rob.
38. Koanophyllon grandiceps (Wright) R.M.King & H.Rob.
39. Koanophyllon grisebachianum (Alain) R.M.King & H.Rob.
40. Koanophyllon guerreroana B.L.Turner
41. Koanophyllon gundlachii (Urb.) R.M.King & H.Rob.
42. Koanophyllon hammatocladum (B.L.Rob. & Britton) R.M.King & H.Rob.
43. Koanophyllon hardwarense (Proctor ex C.D.Adams) R.M.King & H.Rob.
44. Koanophyllon helianthemoides (B.L.Rob.) R.M.King & H.Rob.
45. Koanophyllon heptaneurum (Urb.) R.M.King & H.Rob.
46. Koanophyllon hidrodes (B.L.Rob.) R.M.King & H.Rob.
47. Koanophyllon hintoniorum (B.L.Turner) Velazco
48. Koanophyllon hondurensis (B.L.Rob.) R.M.King & H.Rob.
49. Koanophyllon hotteanum (Urb. & Ekman) R.M.King & H.Rob.
50. Koanophyllon huantae (B.L.Rob.) R.M.King & H.Rob.
51. Koanophyllon hylonomum (B.L.Rob.) R.M.King & H.Rob.
52. Koanophyllon hypomalaca (B.L.Rob. ex D.Sm.) R.M.King & H.Rob.
53. Koanophyllon isillumense (B.L.Rob.) R.M.King & H.Rob.
54. Koanophyllon iteophyllum (Urb. & Ekman) R.M.King & H.Rob.
55. Koanophyllon jaegerianum (Urb.) R.M.King & H.Rob.
56. Koanophyllon jenssenii (Urb.) R.M.King & H.Rob.
57. Koanophyllon jinotegense R.M.King & H.Rob.
58. Koanophyllon jugipaniculatum (Rusby) R.M.King & H.Rob.
59. Koanophyllon juninense (B.L.Rob.) R.M.King & H.Rob.
60. Koanophyllon littorale R.M.King & H.Rob.
61. Koanophyllon lobatifolia (Cabrera) R.M.King & H.Rob.
62. Koanophyllon longifolia (B.L.Rob.) R.M.King & H.Rob.
63. Koanophyllon maestrense (Urb.) R.M.King & H.Rob.
64. Koanophyllon mesoreopolum (B.L.Rob.) R.M.King & H.Rob.
65. Koanophyllon microchaetum (Urb. & Ekman) R.M.King & H.Rob.
66. Koanophyllon minutifolium (Alain) R.M.King & H.Rob.
67. Koanophyllon miragoanae (Urb.) R.M.King & H.Rob.
68. Koanophyllon monanthum (Sch.Bip.) Ayers & B.L.Turner
69. Koanophyllon montanum (Sw.) R.M.King & H.Rob.
70. Koanophyllon mornicola (Urb. & Ekman) R.M.King & H.Rob.
71. Koanophyllon muricatum (Alain) R.M.King & H.Rob.
72. Koanophyllon myrtilloides (DC.) R.M.King & H.Rob.
73. Koanophyllon nervosum (Sw.) R.M.King & H.Rob.
74. Koanophyllon nudiflorum (A.Rich.) R.M.King & H.Rob.
75. Koanophyllon obtusissimum (DC.) R.M.King & H.Rob.
76. Koanophyllon oligadenium (Alain) R.M.King & H.Rob.
77. Koanophyllon pachyneurum (Urb.) R.M.King & H.Rob.
78. Koanophyllon palmeri (A.Gray) R.M.King & H.Rob.
79. Koanophyllon panamense R.M.King & H.Rob.
80. Koanophyllon panamensis R.M.King & H.Rob.
81. Koanophyllon paucicrenatum (Urb. & Ekman) R.M.King & H.Rob.
82. Koanophyllon peninsulare (Brandegee) B.L.Turner
83. Koanophyllon phanioides (Urb. & Ekman) R.M.King & H.Rob.
84. Koanophyllon picardae (Urb.) R.M.King & H.Rob.
85. Koanophyllon pitonianum (Urb. & Ekman) R.M.King & H.Rob.
86. Koanophyllon pittieri (Klatt) R.M.King & H.Rob.
87. Koanophyllon pochutlana B.L.Turner
88. Koanophyllon polyodon (Urb.) R.M.King & H.Rob.
89. Koanophyllon polystictum (Urb.) R.M.King & H.Rob.
90. Koanophyllon porphyrocladum (Urb. & Ekman) R.M.King & H.Rob.
91. Koanophyllon potosinum Rzed.
92. Koanophyllon prinodes (B.L.Rob.) R.M.King & H.Rob.
93. Koanophyllon pseudoperfoliata (Sch.Bip. ex Klatt) R.M.King & H.Rob.
94. Koanophyllon puberulum (DC.) R.M.King & H.Rob.
95. Koanophyllon quisqueyanum (Alain) R.M.King & H.Rob.
96. Koanophyllon ravenii R.M.King & H.Rob.
97. Koanophyllon revealii B.L.Turner
98. Koanophyllon reversum (Urb.) R.M.King & H.Rob.
99. Koanophyllon reyrobinsonii B.L.Turner
100. Koanophyllon rhexioides (B.L.Rob.) R.M.King & H.Rob.
101. Koanophyllon richardsonii B.L.Turner
102. Koanophyllon rubroviolaceum (Urb. & Ekman) R.M.King & H.Rob.
103. Koanophyllon rzedowskii B.L.Turner
104. Koanophyllon sagasteguii R.M.King & H.Rob.
105. Koanophyllon scabriusculum (Urb. & Ekman) R.M.King & H.Rob.
106. Koanophyllon sciatraphes (B.L.Rob.) R.M.King & H.Rob.
107. Koanophyllon selleanum (Urb.) R.M.King & H.Rob.
108. Koanophyllon semicrenatum (Urb.) R.M.King & H.Rob.
109. Koanophyllon silvaticum (B.L.Rob.) R.M.King & H.Rob.
110. Koanophyllon simile (Proctor) R.M.King & H.Rob.
111. Koanophyllon simillimum (B.L.Rob.) R.M.King & H.Rob.
112. Koanophyllon sinaloensis B.L.Turner
113. Koanophyllon solidaginifolium (A.Gray) R.M.King & H.Rob.
114. Koanophyllon solidaginoides (Kunth) R.M.King & H.Rob.
115. Koanophyllon sorensenii R.M.King & H.Rob.
116. Koanophyllon standleyi (B.L.Rob.) R.M.King & H.Rob.
117. Koanophyllon subpurpureum (Urb. & Ekman) R.M.King & H.Rob.
118. Koanophyllon tapeinanthum (Urb.) R.M.King & H.Rob.
119. Koanophyllon tatei (B.L.Rob.) R.M.King & H.Rob.
120. Koanophyllon tetranthum (Griseb.) R.M.King & H.Rob.
121. Koanophyllon thysanolepis (B.L.Rob.) R.M.King & H.Rob.
122. Koanophyllon tinctorium Arruda
123. Koanophyllon tricephalotes (Sch.Bip. ex Baker) R.M.King & H.Rob.
124. Koanophyllon tripartitum B.L.Turner
125. Koanophyllon triradiatum (Urb.) R.M.King & H.Rob.
126. Koanophyllon turquiensis (Alain) Borhidi
127. Koanophyllon villosum (Sw.) R.M.King & H.Rob.
128. Koanophyllon wetmorei (B.L.Rob.) R.M.King & H.Rob.

## Sinonimi
- Neohintonia R.M.King & H.Rob.; Phytologia 22: 143 (1971) (fide Turner 1997)